# Riot City
Riot City (ライオットシティ) est un jeu vidéo de type beat them all développé par Westone et édité par Sega sur borne d'arcade en mai 1991,.

## Série
1. Riot City
2. Riot Zone (1992, PC-Engine)